# Neodipara masneri
Neodipara masneri är en stekelart som beskrevs av Boucek 1961. Neodipara masneri ingår i släktet Neodipara och familjen puppglanssteklar.
Artens utbredningsområde är Tjeckien. Inga underarter finns listade i Catalogue of Life.